# Zonguldak
Zonguldak és una ciutat situada a la regió del mar Negre de Turquia, i la capital de la província de Zonguldak. Té una població de 107.354 habitants (2007). Es tracta d'un important port del mar Negre, i és una ciutat coneguda per les mines de carbó.

## Etimologia
El nom de la ciutat probablement prové de Zone Geul-Dagh, el nom donat a la zona per les empreses mineres franceses i belgues. La muntanya Göldağı ("muntanya del llac") és el més alt, situat en el proper districte de Devrek.
Una altra possibilitat és que provingui del turc zongalık, que significa pantà, o zongura. També pot derivar del nom de l'antic assentament de Sandraka o Sandrake.
Segons una altra teoria, el nom pot ser la combinació de dues paraules, "Jungle-Dagh", de jungle (jungla), nom que van utilitzar els empresaris francesos a causa de la irregular i boscosa geografia, i dag (muntanya).

## Història
Se sap que es va descobrir carbó a la regió de Karadeniz Ereğli durant el sultanat de Mahmut II i que es va començar a extreure durant el de Abdülmecit I.
La primera mostra de carbó turc es va portar des d'Ereğli a Istanbul el 1822, encara que no es va explorar ni explotar el jaciment. No obstant això, el 1829, Uzun Mehmet, mariner del poble de Kestaneci, va portar una altra mostra a Istanbul. Aquesta vegada, se li va prestar especial atenció al descobriment i se li va atorgar una pensió vitalícia, que no va arribar a gaudir perquè va ser assassinat.
Els primers miners demanats i portats des de l'Imperi Austríac van ser els croats austríacs, emprats en les mines de carbó d'Ereğli. La correspondència entre Istanbul i l'ambaixada de Viena demostra que la producció de carbó de la conca d'Ereğli es remunta 18 mesos abans de la sol·licitud de març de 1837 i que la producció va començar el setembre de 1835.
Una investigació de Hazine-i Hassan (el departament del tresor imperial Otomà) en els arxius otomans mostra que les activitats mineres regulars en la conca d'Ereğli es van iniciar el febrer de 1841. L'article publicat el 14 de febrer de 1841 del diari sinceritat-i Havadis ho confirma.

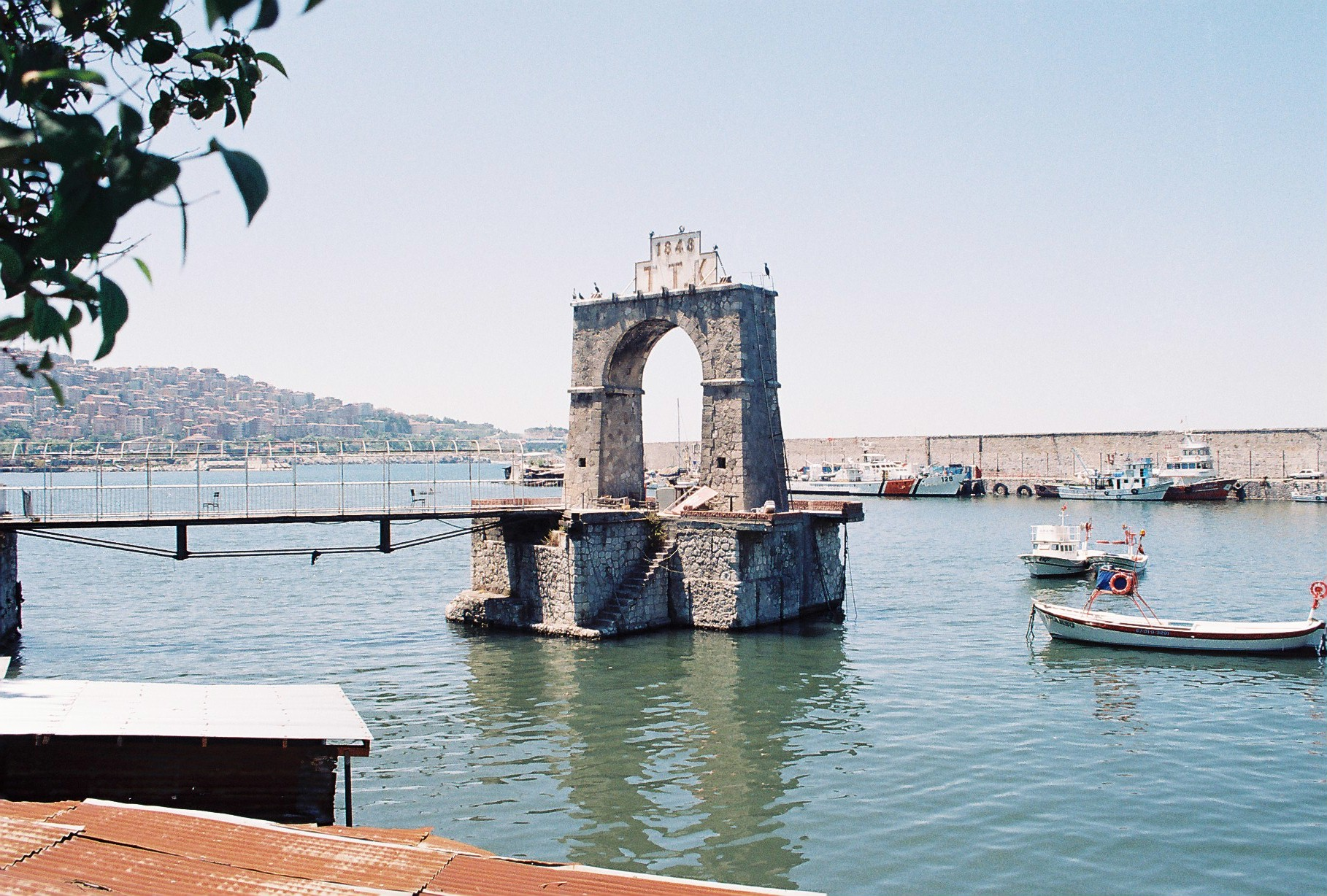
L'antic port de carbó de Zonguldak, construït el 1848.

L'empresa de carbó d'Ereğli tenia sis socis (Ahmed Fethi Pasha, Riza Pasha, Safveti Pasha, Tahir Bey Efendi, Izzet Pasha i Mustafa Efendi) per extreure el carbó de la conca d'Ereğli. Inicialment, es trobava sota els auspicis de Darphane-i Amira, i es va transferir a Hazine-i Hassan quan es va establir el 1849.

## Agermanaments
- Abu Dhabi, Emirats Àrabs Units
- Maribor, Eslovènia
- Celje, Eslovènia
- Zilina, Eslovàquia
- Karachi, Pakistan
- Nova Orleans, EUA
- Asau, Tuvalu
- Lamu (ciutat de Kenya)
- Maracaibo, Veneçuela